# Ma plume éternelle
Singles
1. L'absence de ta Présence
2. Génération MSN
3. Ma Plume

Ma Plume Éternelle est le premier album de C-Sheyn sorti en 2009.

## Pistes de l'album
- 01. Introduction - 1:31
- 02. Ma Plume (avec Tito Prince) - 3:28
- 03. L'absence de ta Présence - 3:42
- 04. Ma Blessure - 3:51
- 05. Avec Le Temps Tout S'efface - 3:45
- 06. Génération MSN - 3:29
- 07. Cette Nuit - 3:36
- 08. 19 Printemps - 3:40
- 09. La Couleur De L'amour - 3:30
- 10. Il Suffit D'y Croire - 3:38
- 11. C.L.U.B (avec Mouss MC) - 3:37
- 12. Peu N'importe - 3:58
- 13. Enfants Malades - 3:38
- 14. Le Serment - 3:34
- 15. Baby Boo - 4:21